# Тецкатліпока

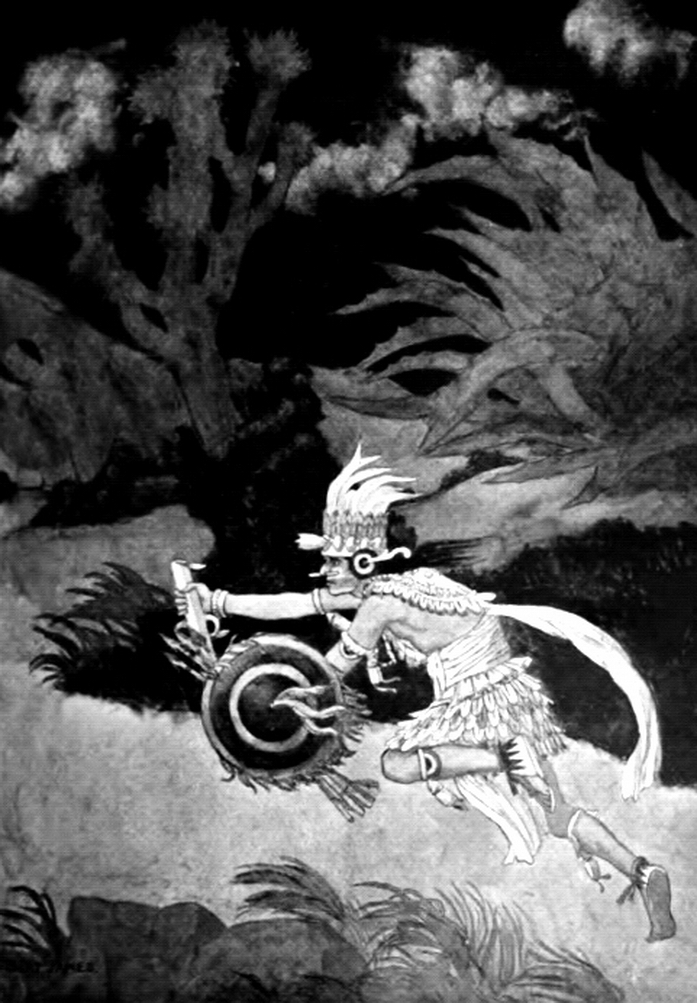
Тецкатліпока "Володар нічних вітрів".

Тецкатліпо́ка, Тескатліпо́ка (ісп. Tezcatlipoca) — в міфології ацтеків і мая один із трьох головних богів. Був покровителем жерців, тим, хто карає злочинців, володарем зірок і холоду, стихій, викликав землетруси. Водночас бог-деміург і руйнівник світу. Також є богом ночі та всього матеріального у світі, бог північного боку світла. Тецкатліпока увібрав в собі багато рис стародавніх богів Месоамерики. Його ім'я перекладається як «Димуче дзеркало». Мав епітети: «ворог», «примхливий володар», «серце гір», «сіяч розбіжностей».

## Уособлення

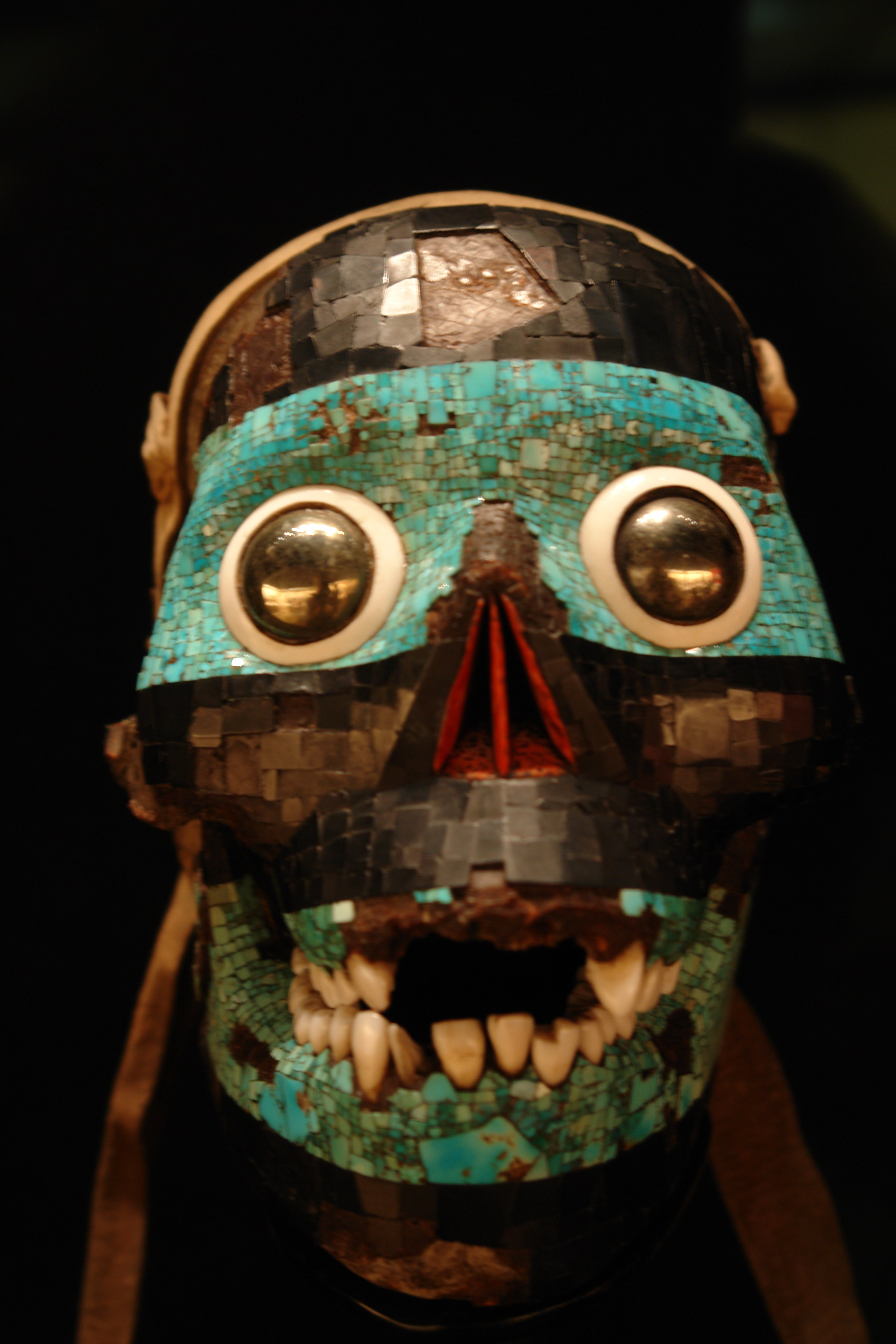
Мозаїчна маска Тецкатліпока, близько 1400-1521, Мексика.

В іпостасі Іоалла-Еекатля Тецкатліпока мандрує вночі по вулицях, розшукуючи злочинців, як Іцтлі він уособлює жертовний ніж, Чальчіутотолін — кров жертви, в іпостасі Ііцтлаколіукі Тецкатліпока — зоряний бог холоду, льоду і покарань, Несауалпіллі — покровитель бенкетів, Тельпочтлі — повелитель шкіл хлопчиків, Некокіаотль — бог-воїн. В останньому уособленні Тецкатліпока перше прибував на свята, коли боги збиралися на землі. Знаком його прибуття на свято вважався відбиток ноги на борошні, розсипаної на підлозі храму. Найдавнішою іпостассю Тецкатліпоки був Тепейолотль — як бог печер, землетрусів і нещасть, луни з обличчям ягуара.

## Характеристика
Тецкатліпока вважався як благодійним, так і злобливим божеством: він був богом — творцем світу і його руйнівником, оком, що бачить все в ночі, суддею і месником за все зле, всевідцем і всюдисущим, нещадним, повним несподіванок. Як владика світу і природних сил виступав у ролі спокусника людей. Караючи зло і заохочуючи добро, він відчував людей спокусами, намагаючись спровокувати їх на вчинення гріха.
У ацтекських міфах Тецкатліпока часто виступає як противник чи суперник Кетцалькоатля та двійник і товариш Уїтцілопочтлі в їх діяннях. В ацтеків Тецкатліпока зображувався з чорним обличчям, вкритим жовтими поперечними смугами, або у вигляді свого духу-двійника ягуара.
За деякими міфами, Тецкатліпока перетворюється на Полярну зорю, щоб добути вогонь; він стає сузір'ям Великої Ведмедиці. У тропіках це сузір'я стоїть у зеніті, тому жителі Месоамерики сприймали його як зображення одноногої людини та часто зображували з відірваною ногою.
Супутнім розпізнавальним символом Тецкатліпока є дзеркало, укріплене або на скроні або на обрубці ноги — Ітлачіаяке — «Місце, звідки він дивиться», яке кадить димом і вбиває ворогів, тому його називають «димуче дзеркало» (Tezcatl — дзеркало, Ipoka — що димить). Також в цьому дзеркалі він бачить все, що діється у світі. В правій руці він тримає 4 стріли, що символізують покарання, яке він може наслати на грішників людей. Цьому ж служить і магічна палиця з круглим отвором в одному кінці, яку він тримає в руках, через неї Тецкатліпока бачить все приховане і таємне. Іншою відмінною ознакою Тецкатліпока є кругле шкіряне кільце (символ вічності), що висить на жовтій стрічці на грудях.
В ацтеків виник і світлий двійник Тецкатліпоки — червоний Тецкатліпока (синкретизація з богом Шипе-Тотека).
Тецкатліпока разом з Кетцалькоатлем розділяє Сіпактлі на небо і землю і стає богом-творцем.

## Шанування
Тецкатліпока широко шанувався, йому приносили багато жертв. В ацтеків щороку обиралася людина уособлення Тецкатліпоки — вродливий юнак, що не мав фізичних вад. З ним поводилися як з божеством, задовольняючи будь-які його бажання, по закінченні року його урочисто приносили в жертву.